# Acacia cretata
Acacia cretata — вид квіткових рослин з родини бобових. Ареал: Австралія (Квінсленд).

## Середовище й екологія
Вид поширений уздовж Великого Вододільного хребта від Моранби на півночі до Мари на півдні та особливо поширений на плато Блекдаун. Він розташований у різних середовищах існування, які є над або навколо пісковику, де він росте на піщаних, гравійних або суглинних ґрунтах як частина відкритих евкаліптових лісів.

## Біоморфологічна характеристика
Це кущисте дерево досягає максимальної висоти 8 метрів з одним стеблом і округлою верхівкою. Кора гладка й сіра, але з віком стає грубою та волокнистою. Сплощені та міцні голі гілочки здебільшого кутасті та коричнево-малинового кольору, часто з дрібним білим порошковим нальотом. Шкірясті та вічнозелені філодії мають еліптичну або косо-вузькоеліптичну форму, від 7 до 14 см у довжину й від 17 до 40 мм ушир і мають гачкувату верхівку з двома або трьома помітними головними жилками. Цвіте з липня по вересень, утворюючи золотисті квітки. Циліндричні квітконоси мають довжину від 5,5 до 10 см. Стручки мають довжину від 6 до 10 см і ширину 3 мм з поздовжньо розташованим насінням усередині. Насіння чорного кольору має довгасто-еліптичну форму, 4–6 × 1,8–2 мм.